# Арборка
Арборка — река в России, протекает по Мари-Турекскому району Республики Марий Эл и Балтасинскому району Татарстана. Устье реки находится в 26 км от устья Шошмы по левому берегу. Длина реки составляет 34 км, площадь водосборного бассейна — 186 км².
Исток реки находится в селе Большой Карлыган (Марий Эл). Река течёт на юго-восток, вскоре перетекает на территорию Татарстана. Долина реки плотно заселена, река протекает крупные сёла Арбор и Ципья (Татарстан) и ряд более мелких деревень в обеих республиках. Впадает в Шошму ниже села Смаиль близ границы с Кировской областью.

## Данные водного реестра
По данным государственного водного реестра России относится к Камскому бассейновому округу, водохозяйственный участок реки — Вятка от водомерного поста посёлка городского типа Аркуль до города Вятские Поляны, речной подбассейн реки — Вятка. Речной бассейн реки — Кама.
Код объекта в государственном водном реестре — 10010300512111100040173.